# Haute École de la Province de Liège

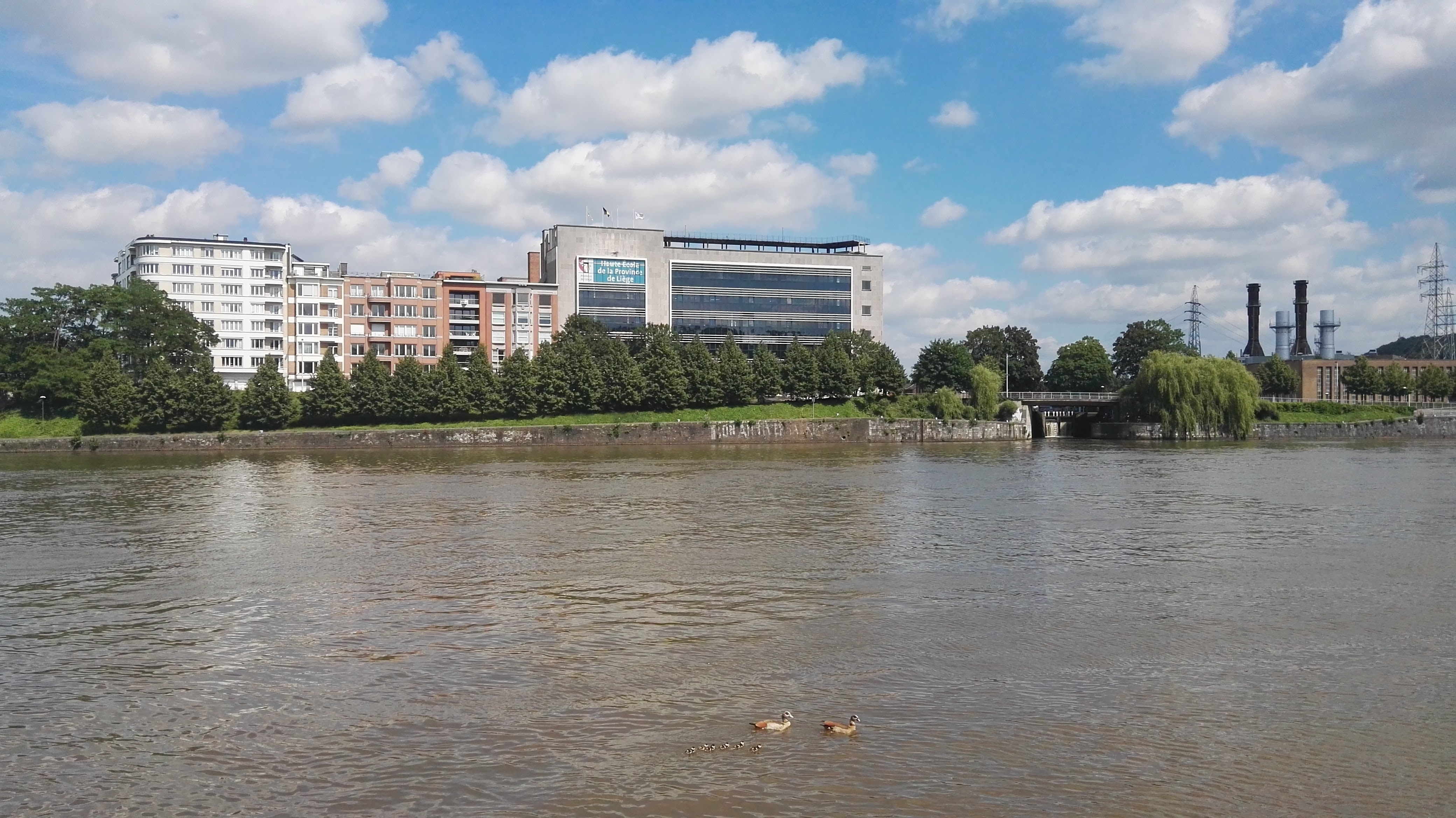
Haute École de la Province de Liège — Luik Gloesener campus

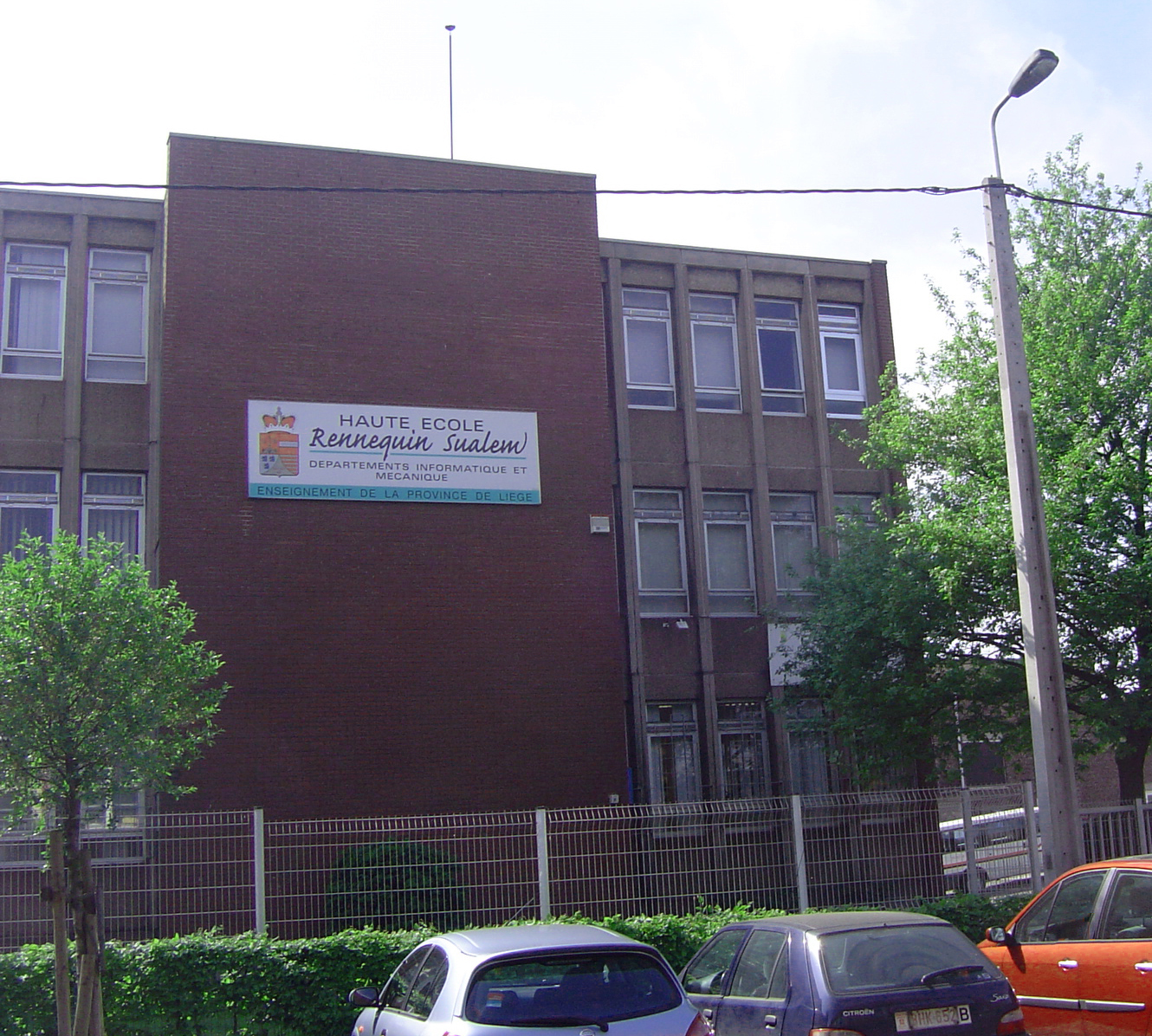
Haute École de la Province de Liège — Seraing campus

In 2007 fuseerden drie Belgische hogescholen in de provincie Luik (Léon-Eli Troclet, André Vesale en Rennequin Sualem) in de fusiehogeschool Haute École de la Province de Liège (HEPL). Gecombineerd heeft de hogeschool meer dan 8000 studenten, 600 docenten en 200 administratief medewerkers.
De hogeschool heeft campussen in de volgende steden: Luik, Seraing, Jemeppe-sur-Meuse, Hoei, La Reid en Verviers.
Ze biedt verschillende bachelor en masteropleidingen in de volgende richtingen:
- Techniek
  - Master in industrieel ingenieur in de chemie, biochemie, elektriciteit, elektronica, informatica, elektro-mechanica, bouw, landmeter
  - Bachelor in de informatica, grafische technieken, elektro-mechanica, bouw, chemie, industriële wetenschap
- Landbouw
- Economie
- Geneeskunde
- Onderwijs
- Sociaal